# Połęcko (powiat słubicki)

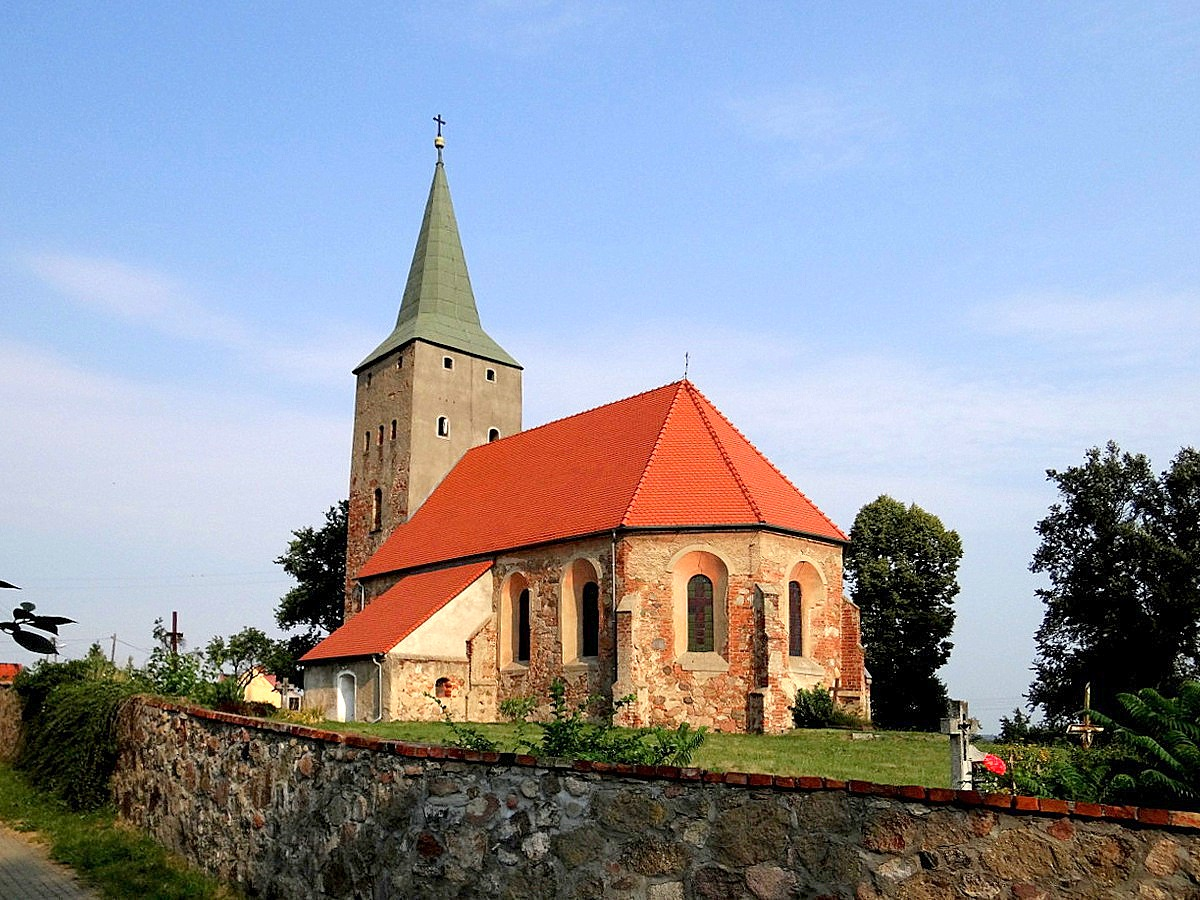
Kościół św. Kazimierza z XV w.

Połęcko (niem. Polenzig) – wieś w Polsce położona w województwie lubuskim, w powiecie słubickim, w gminie Ośno Lubuskie.
W latach 1975–1998 miejscowość należała administracyjnie do województwa gorzowskiego.

## Opis
W miejscowości działało państwowe gospodarstwo rolne – Folwark w Połęcku podległy pod Zakład Rolny w Grabnie wchodzący w skład Państwowego Przedsiębiorstwa Gospodarki Rolnej w Ośnie Lubuskim. Miejscowość położona jest na drodze lokalnej Połęcko-Lubień, w pobliżu drogi wojewódzkiej nr 134.

## Nazwa
W kronice łacińskiej Liber fundationis episcopatus Vratislaviensis (pol. Księga uposażeń biskupstwa wrocławskiego) spisanej za czasów biskupa Henryka z Wierzbna w latach 1295–1305 miejscowość wymieniona jest w zlatynizowanej formie Polenstow.

## Zabytki
Do wojewódzkiego rejestru zabytków wpisane są:
- kościół filialny pod wezwaniem św. Kazimierza, z XV-XVI wieku, w XVIII wieku
- dom nr 21, szachulcowy, z końca XVIII wieku
- dom nr 25, drewniany, z końca XVIII wieku.